# Estero Las Toscas (Ñuble)
Las Toscas (Antiguamente "Maipón") es el nombre que recibe el estero que atraviesa el centro de la ciudad de Chillán.

## Trayecto
El estero nace del Río Cato como canal de regadío en el sector de Rinconada de Cato, al nororiente de la ciudad y cruza el Camino a Coihueco ingresando por el sur del Hospital Clínico Herminda Martin, interrumpe la intersección de las calles Independencia y Cocharcas, y deforma e interrumpe la calle Purén entre las calles Isabel Riquelme y Sargento Aldea, así creando el Puente Purén. Recorre en forma paralela la Avenida Collín en donde riega el Parque Estero Las Toscas y luego cruza la Sede La Castilla de la Universidad del Bio-Bío, colinda la Villa Islas del Sur para finalizar en la comuna de Chillán Viejo derivando sus aguas al Río Chillán.

### Estero Las Lechuzas
El estero Las lechuzas es un estero secundario que nacía de la antigua laguna Nova. Hoy en día se alimenta de aguas lluvias y prácticamente su cauce está seco la mayor parte del año. Hoy es un tramo del límite entre las comunas de Chillán Viejo y Chillán. Antiguamente era conocido como estero "Paso Hondo" y desemboca en el estero Las Toscas a la altura de la villa Islas del Sur, al poniente de Chillán.

## Historia
El estero era conocido con el nombre de Maipón durante la colonia. Después que Chillán fue trasladado hasta su actual ubicación en el año 1835, el estero quedó dentro del nuevo radio urbano de la ciudad. Debido a los constantes desbordes, se colocaron enormes piedras en sus orillas para contener el cauce. Estas piedras son conocidas como "toscas", y el antiguo estero Maipón fue siendo renombrado popularmente como "Estero de las Toscas", y luego "Estero Las Toscas".
En las orillas del Maipón se han librado varios hechos históricos relacionados con la guerra de la Independencia de Chile, durante la Patria Vieja. A sus orillas acampó el ejército patriota al mando del General José Miguel Carrera, quien sitiaba Chillán en agosto de 1813 librándose el Combate de Maipón de 1813. Otro episodio bélico fue el Combate de Maipón del año 1859, en el marco de la revolución de ese año en contra del gobierno de Manuel Montt.
Durante la Epidemia de cólera de 1887, el estero se convierte en la principal fuente de contagio, junto con los antiguos canales Davinson de la Avenida Ecuador, del Pueblo de la Avenida Argentina, Gazmuri de la avenida Francisco Ramírez, Ojeda de la Avenida Collín y el desagüe de la población de la Avenida Brasil.
Francisco Astaburuaga escribió en 1899 en su obra póstuma Diccionario geográfico de la República de Chile sobre el estero:
Maipón.-—Riachuelo corto del departamento de Chillán. Se forma de vertientes próximas hacia el E. de su capital, y corre hacia el SO. con el nombre de Toscas por el lado sur de esta población y luego pasa, rodeando la inmediación norte de Chillán Viejo, yendo á morir á tres kilómetros al O. de ella en la derecha del río Chillán. En sus márgenes inferiores contiene heredades de su nombre. Próximos á la orilla y frente á dicha ciudad de Chillán Viejo se hallan las lomas y fundo de Collanco.
Luis Risopatrón lo describe en su Diccionario Jeográfico de Chile, en 1924, ya con el nombre actual):: 893 
Toscas (Estero). Corre hácia el W, baña la ciuda de Chillán, i se vácia en la márjen W del curso inferior del río de ese nombre, en las cercanías del fundo de Guape.

## Población, economía y ecología

### Parque Estero Las Toscas

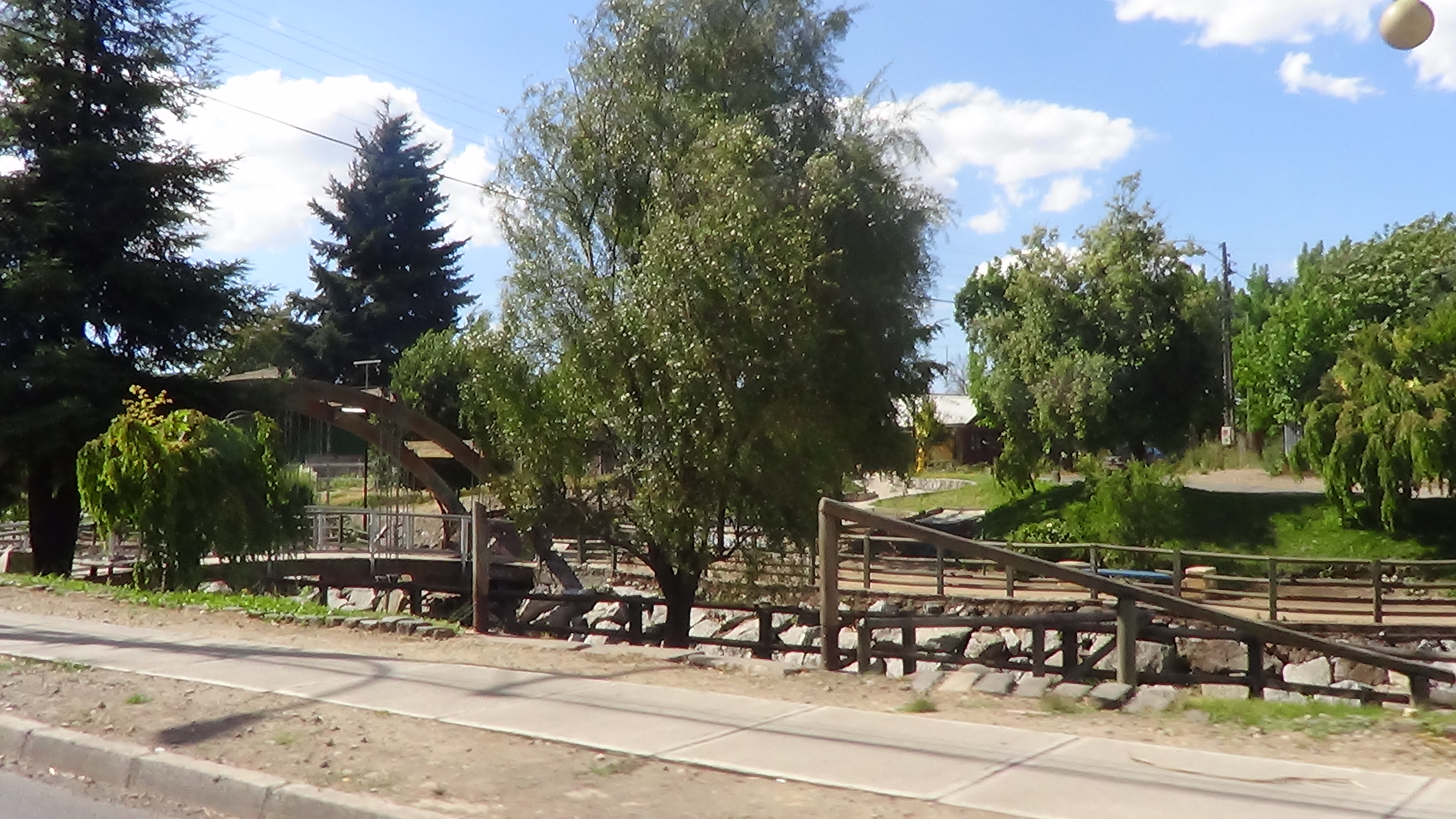
Parque Estero Las Toscas, ubicado en avenida Collín, entre Avenida O'Higgins y calle Pedro Aguirre Cerda

Como forma de fomentar el espacio de las áreas verdes y dar buen uso al estero se lleva a cabo este proyecto. El espacio fue creado bajo la alcaldía de Aldo Bernucci, a futuro se espera que las tres etapas del parque sean finalizadas, si esto se lleva a cabo el parque abarcaría desde calle 18 de septiembre hasta Avenida Brasil.